# Vinruten i Alsace
Vinruten i Alsace (fransk: Route des Vins d’Alsace) (tysk: Die Elsässer Weinstraße) er en bilrute i Alsace i Frankrig. Ruten blev etableret i 1953 og er ca. 170 km lang. Ruten går hovedsageligt i nord-sydgående retning og er lavet for at tiltrække turister og promovere vinene i Alsace. Ruten er tydeligt skiltet og snor sig gennem de mest fremtrædende vinproducerende områder af Alsace og samtidigt nogle af de kønneste steder.
Ruten passerer 119 af de mere end 300 vingårde i Alsace og 48 af de 51 Grand Cru-marker.

## Vinen
Alsace er velkendt som en vinproducerende region, der har sit eget AOC. Betegnelsen Alsace AOC stammer fra 1962, mens den mousserende vin Cremant d'Alsace AOC fik sin benævnelse nogle år senere.
I Alsace dyrkes hovedsageligt de syv ædle druesorter:
- Riesling[2]
- Gewürztraminer[3]
- Pinot blanc[4]
- Pinot gris[5]
- Sylvaner[6]
- Muscat[7]
- Pinot noir[8]

Pinot noir er den eneste røde drue af de syv.
Den mousserende vin, Crémant, er et blandingsprodukt af flere af de nævnte druer.
I Alsace findes i alt 51 Grand cru-marker. De første 25 marker blev udnævnt til Grand cru i 1983, 25 yderligere i 1992 og den seneste i 2007. Fire druesorter kan dyrkes som Grand cru: riesling, gewurztraminer, pinot gris og muscat.

## Vinruten
Den omtrent 170 km lange rute passerer – fra nord til syd – følgende byer/kommuner gennem regionen:
| - Marlenheim - Wangen - Westhoffen - Traenheim - Bergbieten - Dangolsheim - Soultz-les-Bains - Avolsheim - Molsheim - Rosheim - Boersch - Ottrott - Obernai - Bernardswiller - Heiligenstein - Barr - Mittelbergheim - Andlau - Itterswiller - Nothalten - Blienschwiller - Dambach-la-Ville - Scherwiller | - Châtenois - Kintzheim - Orschwiller - Saint-Hippolyte - Rodern - Rorschwihr - Bergheim - Ribeauvillé - Hunawihr - Zellenberg - Riquewihr - Beblenheim - Mittelwihr - Bennwihr - Sigolsheim - Kientzheim - Kaysersberg - Ammerschwihr | - Ingersheim - Niedermorschwihr - Turckheim - Colmar - Wintzenheim - Wettolsheim - Eguisheim - Husseren-les-Châteaux - Voegtlinshoffen - Obermorschwihr - Hattstatt - Gueberschwihr - Pfaffenheim - Rouffach - Westhalten - Soultzmatt - Orschwihr - Bergholtz - Guebwiller - Soultz - Wuenheim - Cernay - Vieux-Thann - Thann |